# Doudou Ngumbu
Doudou Ngumbu (né Doudou Mapwanga Kitanda Djiké, le 6 février 1982 à Kinshasa, en République démocratique du Congo) est un boxeur franco-congolais évoluant dans la catégorie mi-lourds et licencié au Boxing Club de Blagnac.

## Jeunesse
Doudou est l’ainé d'une famille de six enfants, quatre garçons et deux filles. Il passe son enfance au Congo puis décide à l'âge de 13 ans de rejoindre son père à Paris. Son arrivée à Toulouse intervient deux ans plus tard. Il souhaite intégrer alors le centre de formation du Toulouse Football Club et est accueilli dans une famille d'accueil. Ses qualités de footballeur lui permettent d'intégrer l'équipe toulousaine de Saint-Joseph.
C'est à cette époque que Doudou fait la rencontre d'un ancien champion de boxe, Karim Temar, qui lui transmet sa passion pour ce sport.
À 18 ans, il commence à combattre chez les amateurs puis passe dans les rangs professionnels à l'âge de 25 ans.

## Carrière de boxeur professionnel
Doudou remporte la finale du Criterium Espoirs le 2 juin 2007 à l'occasion de son 3e combat : il ne laisse aucune chance à Ali Leylek qu'il domine aux points en quatre rounds (40-33).
Le 10 juillet 2009, se joue le championnat WBC international et le titre de champion d'Afrique ABU des mi-lourds. Doudou Ngumbu, toujours invaincu en 19 combats, affronte le zambien Charles Chisamba qu'il dominera aux points en douze rounds à Auch. Le toulousain cède en revanche ces ceintures dès le combat suivant en s'inclinant aux points le 31 octobre 2009 à Johannesburg face au malawite Isaac Chilemba.
Le 15 avril 2011 à Condom, il rencontre le suisse d'origine algérienne Mohamed Belkacem (19-4-1) avec pour enjeu le titre africain ABU des poids mi-lourds, titre qu'il remporte aux points par décision unanime (115-113, 116-112 et 116-112). Ngumbu, classé en 2011 à la 14e place du classement WBC, perd de peu aux points à Varsovie contre le polonais Pawel Glazewski le 17 septembre 2011. Il remporte en revanche la ceinture WBF des mi-lourds aux dépens d'Aleksy Kuziemski le 26 novembre 2011 par décision unanime (116-113, 116-113, 118-111) avant de la perdre à nouveau dès sa première défense, cette fois contre le français Nadjib Mohammedi, le 15 juin 2012, aux Pennes-Mirabeau (Nadjib remportant ce duel en arrêtant Doudou à la 5e reprise).
Le 16 mars 2013, Doudou combat au Palais des sports de Kiev Vyacheslav Uzelkov. Appelé pour remplacer le boxeur suisse Sofiane Sebihi qui a déclaré forfait à la suite d'une blessure aux côtes, il détrône le boxeur ukrainien de son titre WBO Intercontinental sur un score de 116-113, 115-113 et 115-113 et sous les yeux du champion WBC des poids lourds, Vitali Klitschko.
En septembre 2013, Doudou Ngumbu décide de changer de Club et part dans le club de Blagnac. En juin 2014, il effectue 2 combats en 15 jours d'intervalles. Le premier se déroulé le 6 juin 2014 contre Yoann Bloyer dans un 8 rounds à Blagnac. Il l'envoie au tapis 2 fois, l'entraineur de l'adversaire jette l'éponge au 5e round. Le deuxième combat se déroule dans le célèbre Casino de Monte-Carlo à Monaco le 21 juin. Il remporte à l'unanimité des 3 juges cet affrontement face au sud-africain Johnny Muller. Ngumbu enchaine par trois nouvelles victoires contre Gabriel Lecrosnier, Bilal Laggoune et Jonathan Profichet avant d'être battu aux points par Igor Mikhalkin pour le titre IBO des mi-lourds le 2 décembre 2017. Il s'incline également contre Oleksandr Hvozdyk, champion WBC de ma catégorie, le 30 mars 2019.

## Liste des combats professionnels
| Abréviations: TKO = KO technique • AA = arrêt arbitre • UD = décision aux points unanime • DP = décision aux points partagée • DM = décision aux points majoritaire • AB = arrêt blessure |                         |      |         |            |                           |                                                            |
| Résultat | Adversaire              | Type | Round   | Date       | Lieu                      | Titre en jeu                                               |
| Défaite | Oleksandr Hvozdyk       | TKO  | 5 (12)  | 2019-03-30 | Philadelphie, États-Unis  | Combat pour le titre WBC des mi-lourds                     |
| Victoire | Yoann Kongolo           | MD   | 12 (12) | 2018-5-25  | Toulouse, France          |                                                            |
| Défaite | Igor Mikhalkin          | UD   | 12 (12) | 2017-12-02 | Le Cannet, France         | Combat pour le titre IBO des mi-lourds                     |
| Victoire | Jonathan Profichet      | RTD  | 8 (12)  | 2017-10-21 | Blagnac, France           |                                                            |
| Victoire | Bilal Laggoune          | SD   | 12 (12) | 2017-02-10 | Pamel-Roosdaal, Belgique  |                                                            |
| Victoire | Gabriel Lecrosnier      | UD   | 6 (6)   | 2016-01-29 | Blagnac, France           |                                                            |
| Défaite | Umar Salamov            | UD   | 12 (12) | 2015-11-14 | Brovari, Ukraine          | Combat pour le titre WBO Europe des mi-lourds              |
| Victoire | Andrejs Pokumeiko       | TKO  | 4 (6)   | 2015-01-30 | Blagnac, France           |                                                            |
| Défaite | Andrzej Fonfara         | UD   | 10 (10) | 2014-11-01 | Chicago, États-Unis       |                                                            |
| Victoire | Johnny Muller           | UD   | 10 (10) | 2014-06-21 | Monte Carlo, Monaco       |                                                            |
| Victoire | Yoann Bloyer            | TKO  | 5 (8)   | 2014-06-06 | Blagnac, France           |                                                            |
| Défaite | Igor Mikhalkin          | SD   | 12 (12) | 2013-07-05 | Thiais, France            |                                                            |
| Victoire | Vyacheslav Uzelkov      | UD   | 12 (12) | 2013-03-16 | Kiev, Ukraine             | Remporte le titre WBO Inter-Continental des mi-lourds      |
| Victoire | Yoann Bloyer            | PTS  | 6 (6)   | 2012-10-26 | Cahors, France            |                                                            |
| Défaite | Nadjib Mohammedi        | AA   | 5 (12)  | 2012-06-15 | Bouches-du-Rhône, France  | Perd le titre WBF des mi-lourds                            |
| Victoire | Parfait Tindani         | UD   | 6 (6)   | 2012-03-03 | Tournefeuille, France     |                                                            |
| Victoire | Aleksy Kuziemski        | UD   | 12 (12) | 2011-11-26 | Bialystok, Pologne        | Remporte le titre WBF des mi-lourds                        |
| Victoire | Adel Belhachemi         | UD   | 6 (6)   | 2011-10-28 | Cahors, France            |                                                            |
| Défaite | Pawel Glazewski         | DP   | 10 (10) | 2011-09-16 | Varsovie, Pologne         | Perd le titre WBC Baltic Silver des mi-lourds              |
| Victoire | Carlos Esteban          | UD   | 6 (6)   | 2011-07-01 | Auch, France              |                                                            |
| Victoire | Dries Kumpen            | AB   | 3 (6)   | 2011-06-18 | Castres, France           |                                                            |
| Victoire | Mohamed Belkacem        | UD   | 12 (12) | 2011-04-15 | Condom, France            | Remporte le titre ABU des mi-lourds                        |
| Victoire | Martial Bella Oleme     | PTS  | 8 (8)   | 2010-11-19 | Toulouse, France          |                                                            |
| Victoire | Jindrich Velecky        | PTS  | 6 (6)   | 2010-07-03 | Auch, France              |                                                            |
| Victoire | Mehdi Kharbeche         | AA   | 4 (8)   | 2010-05-29 | Toulouse, France          |                                                            |
| Défaite | Igor Mikhalkin          | DM   | 8 (8)   | 2009-12-19 | Schwerin, Allemagne       |                                                            |
| Défaite | Isaac Chilemba          | DU   | 12 (12) | 2009-10-31 | Gauteng, Afrique du Sud   | Perd les titres WBC International et ABU des mi-lourds     |
| Victoire | Charles Chisamba        | UD   | 12 (12) | 2009-07-10 | Auch, France              | remporte les titres WBC International et ABU des mi-lourds |
| Victoire | Martial Bella Oleme     | UD   | 6 (6)   | 2009-06-13 | Castres, France           |                                                            |
| Victoire | David Greter            | PTS  | 6 (6)   | 2009-05-28 | Paris, France             |                                                            |
| Victoire | Michal Bilak            | UD   | 8 (8)   | 2009-04-24 | Auch, France              |                                                            |
| Victoire | Josip Jalusic           | AA   | 1 (6)   | 2009-04-04 | Rosny sur Seine, France   |                                                            |
| Victoire | Jose Tavares            | AB   | 4 (8)   | 2009-01-24 | Pau, France               |                                                            |
| Victoire | Seifudin Barakhoev      | AA   | 7 (12)  | 2008-12-13 | Tcheliabinsk, Russie      | Remporte le titre WBC International des mi-lourds          |
| Victoire | Achille Omang Boya      | PTS  | 8 (8)   | 2008-11-22 | Aulnay-sous-Bois, France  |                                                            |
| Victoire | Pascal Lacampagne       | PTS  | 8 (8)   | 2008-07-05 | Auch, France              |                                                            |
| Victoire | Simon Bakalak           | PTS  | 6 (6)   | 2008-06-07 | Castres, France           |                                                            |
| Victoire | Cristian Toni           | AB   | 5 (6)   | 2008-05-17 | Bordeaux, France          |                                                            |
| Victoire | Andrey Zaitsev          | PTS  | 6 (6)   | 2008-04-26 | Toulouse, France          | Remporte la finale du Tournoi de France                    |
| Victoire | Mehdi Cheribet Drouiche | AA   | 3 (6)   | 2008-04-04 | Condom, France            |                                                            |
| Victoire | Pascal Lacampagne       | UD   | 6 (6)   | 2008-03-07 | Villenave-d'Ornon, France |                                                            |
| Victoire | Cristian Toni           | AA   | 4 (6)   | 2008-02-09 | Albi, France              |                                                            |
| Victoire | Andrey Zaitsev          | AA   | 4 (6)   | 2007-12-15 | Condom, France            |                                                            |
| Victoire | Aziz Hamdach            | AA   | 1 (4)   | 2007-06-23 | Castres, France           |                                                            |
| Victoire | Ali Leylek              | PTS  | 4 (4)   | 2007-06-02 | Montargis, France         | Remporte la finale du Criterium Espoirs                    |
| Victoire | Simon Bakalak           | PTS  | 4 (4)   | 2007-04-28 | Toulouse, France          |                                                            |
| Victoire | Annis Sahli             | KO   | 1 (4)   | 2007-03-10 | Échirolles, France        |                                                            |